# Troszyn (Powiat Ostrołęcki)
Troszyn ist ein Dorf und Sitz der gleichnamigen Gemeinde im Powiat Ostrołęcki der Woiwodschaft Masowien, Polen.

## Gemeinde
Zur Landgemeinde Troszyn gehören folgende Ortsteile mit einem Schulzenamt:
Aleksandrowo
Borowce
Budne
Choromany
Chrostowo
Dzbenin
Dąbek
Grucele
Janki Stare
Janochy
Kamionowo
Kleczkowo
Kurpie Dworskie
Kurpie Szlacheckie
Mieczki-Abramy
Mieczki-Poziemaki
Mieczki-Ziemaki
Milewo Wielkie
Milewo-Tosie
Milewo-Łosie
Ojcewo
Opęchowo
Puchały
Rabędy
Radgoszcz
Repki
Rostki
Sawały
Siemiątkowo
Troszyn
Trzaski
Wysocarz
Zamość
Zapieczne
Zawady
Łątczyn
Żmijówek
Żyźniewo
Weitere Ortschaften der Gemeinde sind Chrzczony, Żmijewek Włościański, Żmijewek-Mans und Żmijewo-Zagroby.